# Jarlabergs vattentorn

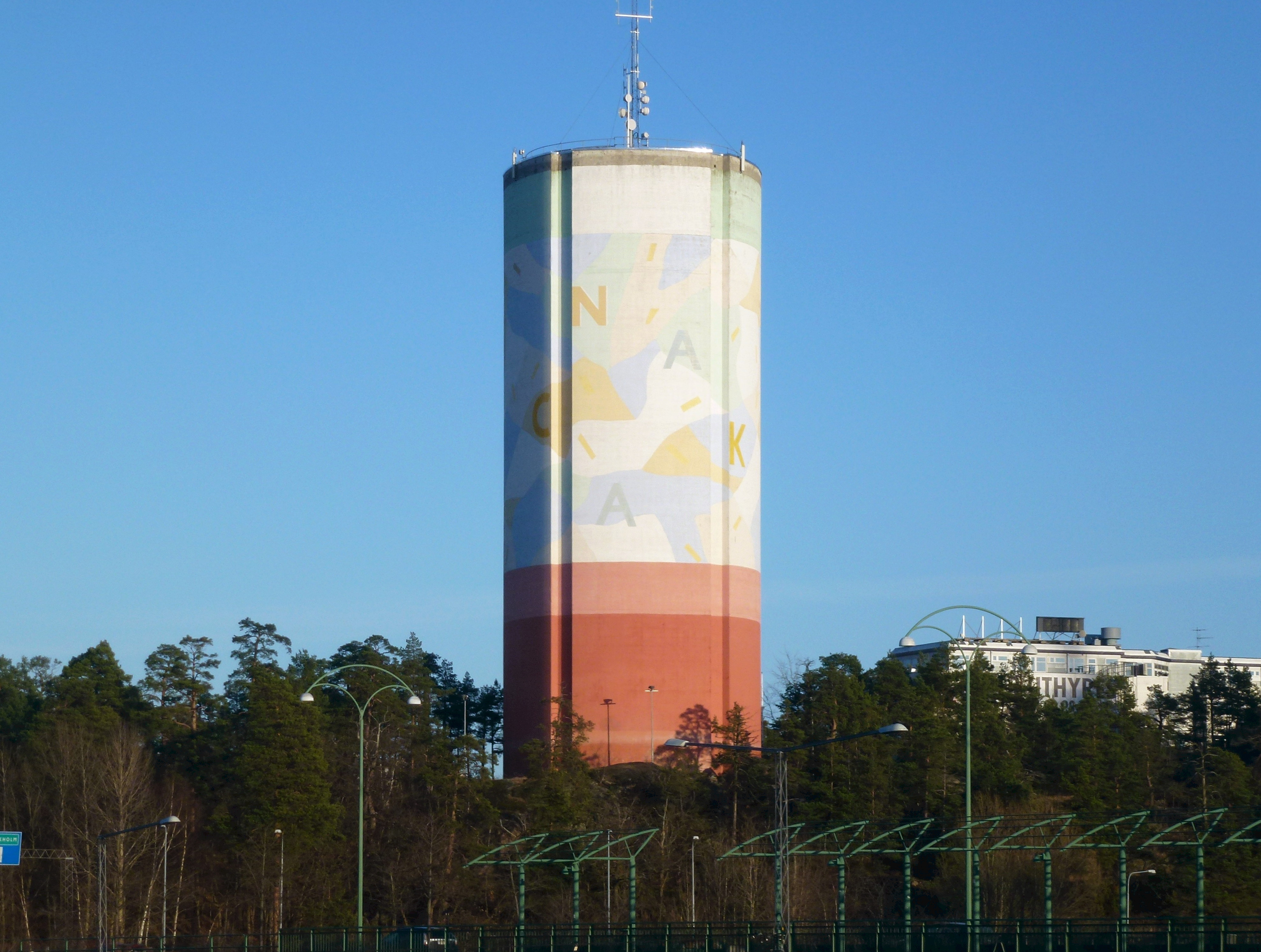
Jarlabergs vattentorn, december 2013.

Jarlabergs vattentorn är ett runt vattentorn i kommundelen Sicklaön i Nacka kommun cirka fem kilometer öster om Stockholms innerstad. Tornet har blivit ett karakteristiskt landmärke i sydöstra Stockholm.
Vattentornet uppfördes i samband med tillkomsten av den nya bostadsbebyggelsen i Jarlaberg och stod färdigt 1987. Tornet anlades på en kulle som idag kallas Vattentornsberget. Tornets höjd är 47,5 meter och dess diameter är 20 meter. I tornet finns två bassänger. En nedre på 2 000 m³, som servar Sicklaön tillsammans med Henriksdals och Ektorps vattentorn, och en övre bassäng på 1 500 m³ som servar Jarlaberg. Övre bassängens vattenyta ligger 103 m över havet. Den utvändiga dekorationsmålningen utfördes av konstnären Åke Pallarp. Målningen består av abstrakta mönster och bokstäver som bildar ordet "NACKA".